# Tōru Minegishi
Tōru Minegishi (jap. 峰岸徹 Minegishi Tōru; ur. 17 lipca 1943 w Tokio, zm. 11 października 2008 tamże) – japoński aktor. W swojej karierze zagrał w ponad 100 filmach.

## Filmografia

### Jako aktor

#### Filmy pełnometrażowe
| Rok  | Tytuł                             | Rola              |
| ---- | --------------------------------- | ----------------- |
| 1963 | Roppongi no yoru: aishite aishite | Masaaki Ebina     |
| 1963 | Ano musume ni kofuku o            |                   |
| 1984 | F2 Grand Prix                     |                   |
| 2008 | Eiga: Kurosagi                    |                   |
| 2008 | Aihyōka: Chi-manako               |                   |
| 2008 | Oka wo koete                      | Tokuzo Hosokawa   |
| 2008 | Sunshine Days                     |                   |
| 2008 | Kizuki                            |                   |
| 2008 | Rakugo musume                     |                   |
| 2008 | Pożegnania                        | Yoshiki Kobayashi |
| 2008 | Der Rote Punkt                    | Fotoladenbesitzer |
| 2008 | Aihyōka: Nu-meri                  |                   |
| 2008 | Sono hi no mae ni                 | Dziadek Kenty     |
| 2009 | Incydent                          | Koichi Muranishi  |